# 해들리 위컴
해들리 알렉산더 위컴(Hadley Alexander Wickham, 1979년 10월 14일 ~ )은 뉴질랜드의 통계학자로, R 통계 프로그래밍 환경을 위한 오픈 소스 소프트웨어 작업으로 알려져 있다. 그는 Posit PBC의 최고 과학자이자 오클랜드 대학교, 스탠퍼드 대학교, 라이스 대학교의 통계학 겸임 교수이다. 그의 작업에는 데이터 시각화 시스템인 ggplot2와 정돈된 데이터 개념에 기반한 데이터 사이언스를 위한 R 패키지 모음인 tidyverse가 포함된다.

## 어린 시절과 교육
위컴은 해밀턴 (뉴질랜드)에서 태어났다. 그의 여동생 샬럿 위컴(Charlotte Wickham) 또한 통계학자, 데이터 과학자이자 교육자이다. 그녀는 2011년부터 2022년까지 오리건 주립 대학교 통계학과에서 가르쳤으며, 현재 Posit PBC의 개발자 관계 팀에서 일하고 있다. 그녀는 오클랜드 대학교에서 통계학 이학사 최우수 학위를, 캘리포니아 대학교 버클리에서 통계학 박사 학위를 취득했다.
위컴은 1999년부터 2004년까지 오클랜드 대학교에서 인간생물학 학사 학위와 통계학 석사 학위를 받았으며, 2008년 아이오와 주립 대학교에서 박사 학위를 받았다. 그의 박사 학위는 다이앤 쿡과 하이케 호프만의 지도를 받았다.

## 경력
위컴은 Posit PBC(구 RStudio PBC)의 최고 과학자이자 오클랜드 대학교, 스탠퍼드 대학교, 라이스 대학교의 통계학 겸임 교수이다.
그는 R 사용자 커뮤니티의 저명하고 활발한 구성원이며, ggplot2, plyr, dplyr 및 reshape2를 포함한 여러 유명하고 널리 사용되는 패키지를 개발했다. 위컴의 R용 데이터 분석 패키지는 총칭하여 tidyverse라고 불린다. 위컴의 정돈된 데이터 접근 방식에 따르면, 각 변수는 컬럼이어야 하고, 각 관측치는 로우여야 하며, 각 관측 단위 유형은 테이블이어야 한다.

### 명예와 수상
2006년 그는 데이터 재구성 및 시각화 도구 개발에 대한 공로로 존 체임버스 통계 컴퓨팅 상을 수상했다. 위컴은 2015년에 "통계 그래픽 및 컴퓨팅 분야의 혁신적이고 선구적인 연구를 통한 통계 실무에 대한 중추적인 기여"로 미국 통계학회의 연구원으로 선정되었다. 위컴은 2019년에 "통계적 사고와 컴퓨팅을 많은 사람들에게 접근 가능하게 만들었다"는 것을 포함하여 "통계 컴퓨팅, 시각화, 그래픽 및 데이터 분석에 대한 영향력 있는 작업"으로 국제 COPSS Presidents' Award를 수상했다.

## 출판물
위컴의 출판물은 다음과 같다:
- Wickham, Hadley; Grolemund, Garrett (2017). 《R for Data Science : Import, Tidy, Transform, Visualize, and Model Data》. Sebastopol, CA: O'Reilly Media. ISBN 978-1491910399. OCLC 968213225.
- Wickham, Hadley (2015). 《R Packages》. Sebastopol, CA: O'Reilly Media, Inc. ISBN 978-1491910597.
- Wickham, Hadley (2014). 《Advanced R》. New York: Chapman & Hall/CRC The R Series. ISBN 978-1466586963.
- Wickham, Hadley (2011). 《The split-apply-combine strategy for data analysis》. 《Journal of Statistical Software》 40. 1–29쪽. doi:10.18637/jss.v040.i01.
- Wickham, Hadley (2010). 《A layered grammar of graphics》. 《Journal of Computational and Graphical Statistics》 19. 3–28쪽. doi:10.1198/jcgs.2009.07098. S2CID 58971746.
- Wickham, Hadley (2010). 《stringr: modern, consistent string processing》. 《The R Journal》 2. 3–28쪽. doi:10.32614/RJ-2010-012.
- Wickham, Hadley (2009). 《ggplot2: Elegant Graphics for Data Analysis (Use R!)》. New York: Springer. ISBN 978-0387981406.[1]
- Wickham, Hadley (2007). 《Reshaping data with the reshape package》. 《Journal of Statistical Software》 21. 1–20쪽. doi:10.18637/jss.v021.i12.